# Gyergyay Ferenc Pál
Gyergyay Ferenc Pál (Kolozsvár, 1922. október 25. – Bergisch Gladbach, 2014. augusztus 7.) erdélyi magyar orvos, rákkutató, orvosi szakíró. Kutatási területei a kísérletes daganatkutatás, kísérletes neuropatológia, májpatológia, klinikopatológiai kazuisztika. A marosvásárhelyi rákkutatás egyik úttörője.

## Életútja
Orvoscsaládból származott; anyai dédapja Engel József orvos, anyai nagyapja Engel Gábor kórházigazgató, apai nagyapja Gyergyai Árpád sebész, apja ifj. Gyergyay Árpád orvos.
Gyergyay Ferenc Pál 1928-tól szülővárosa német tannyelvű elemi iskolájának, 1932-től unitárius kollégiumának tanulója volt, ahol 1940-ben érettségizett. A Ferenc József Tudományegyetem orvostanhallgatójaként Haranghy László tanítványa, doktori diplomáját 1945-ben szerezte meg. Kezdetben a marosvásárhelyi OGYI tanársegédje, 1953-tól tanszékvezető adjunktus, 1956-tól a kórbonctan előadótanára, 1971-től professzora, a klinikai kórbonctanász osztály vezető főorvosa. Influenţa sistemului nervos asupra procesului tumoral (Marosvásárhely, 1956) című dolgozatával szerezte meg kandidátusi címét, docens doktor (1972), doktoranduszok témavezetője.
Tudományos közleményei belföldi és nemzetközi szakközlönyökben jelentek meg, nemzetközi konferenciákon adott elő. 1977-ben Kölnbe távozott, ahol magánintézetet vezetett. 1981-ben intézetével együtt Bergisch Gladbach városába költözött. 1995-ben vonult nyugdíjba.

## Művei
- A neuroendocrin rendszer szerepe a daganatos betegségben (1957)
- Az idült hepatitis (1957) – társszerző
- Általános kórbonctan (1959) – társszerző

## Társasági tagság
- Európai Patológus Társaság;
- A Nemzetközi Patológiai Akadémia rendes tagja;
- Német Patológiai Társaság tiszteletbeli tagja;
- A Johannita Rend tiszteleti lovagja.

## Díjak, elismerések
- A Pápai Páriz Ferenc Alapítvány díja (2004)[1]